# Vesneanka, Dobrovelîcikivka
Vesneanka (în ucraineană Веснянка) este un sat în comuna Pișceanîi Brid din raionul Dobrovelîcikivka, regiunea Kirovohrad, Ucraina.

## Demografie
Componența lingvistică a localității Vesneanka
     Ucraineană (97,12%)
     Alte limbi (0,41%)
Conform recensământului din 2001, majoritatea populației localității Vesneanka era vorbitoare de ucraineană (97,12%), existând în minoritate și vorbitori de armeană (2,47%).